# Porto Rico (Paraná)
Porto Rico is een gemeente in de Braziliaanse deelstaat Paraná. De gemeente telt 2.521 inwoners (schatting 2009).